# Adelaide di Brabante
Adelaide di Brabante o Alice di Lovanio, in francese Adélaïde de Brabant, in olandese Adelheid van Brabant (ultimo decennio del XII secolo – 1265) fu contessa consorte di Looz, dal 1218 al 1221, contessa consorte d'Alvernia dal 1225 al 1246 e contessa di Boulogne dal 1262 alla sua morte.

## Origine
Secondo la Genealogia Ducum Brabantiæ Heredum Franciæ era la figlia femmina terzogenita del Duca della Bassa Lorena (Lotaringia), duca di Lovanio e duca di Brabante, Enrico I e della sua prima moglie (come viene confermato sia dalla Flandria Generosa (Continuatio Bruxellensis), sia dal Gisleberti Chronicon Hanoniense), Matilde di Lorena, figlia del Conte consorte di Boulogne, Matteo di Lorena e della Contessa di Boulogne, Maria, come viene confermato sia dalla Flandria Generosa (Continuatio Bruxellensis), sia dal Gisleberti Chronicon Hanoniense.
Enrico I di Brabante, secondo la  Genealogia Ducum Brabantiæ Heredum Franciæ, era figlio del Langravio e poi duca del Brabante, conte di Lovanio e Bruxelles, Margravio di Anversa e Duca della Bassa Lorena (Lotaringia), Goffredo II e della moglie Margherita di Limburgo, che ancora secondo la  Genealogia Ducum Brabantiæ Heredum Franciæ, era figlia di Enrico II, conte d'Arlon e Duca di Limburgo, come viene confermato anche dagli Annales Parchenses e dai Trophées tant sacrés que profanes du duché de Brabant e della moglie, Matilde di Saffenberg, erede di Rodi.

## Biografia
In giovane età, Adelaide era stata data in moglie ad Arnolfo, figlio del conte di Looz e di Rieneck, Gerardo II e della moglie, Adelaide di Gheldria.
Il marito, alla morte del fratello, Luigi II, nel 1218, divenne conte di Looz.
Adelaide, nel 1221 rimase vedova; il documento Extraicts des chartes de Brabant, datato 1224, delle Preuves del Trophées tant sacrées que profanes du Duché de Brabant, Volume 1, cita Adelaide come ex contessa di Looz (Aleydis quondam comitissa de Los).
Dopo essere rimasta vedova, Adelaide, prima del 1225, si sposò in seconde nozze con Guglielmo X di Clermont, che, come viene confermato sia dalla Chronica Albrici Monachi Trium Fontium, che dallo storico, chierico, canonista e bibliotecario francese, Étienne Baluze, e dallo storico francese del XVII secolo, Christophe Justel, fu il figlio maschio primogenito del Conte d'Alvernia, Guido II e di Petronilla di Chambon o Cambonia, che la Chronica Albrici Monachi Trium Fontium la cita come Cambonian sorellastra (soror abbatis Radulfi) dell'abate dell'Abbazia di Clairvaux, Rodolfo (Raoul de Pinis o di la Roche-Aymon) ed era l'unica figlia del signore di Chambon, Amelio III e della moglie, Dalmazia, figlia di Guglielmo, nobile dell'Alvernia; la quale Dalmazia, vedova del primo marito Amelio, sposò in seconde nozze, Eustorgio di Roche-Aimon (Eustorgius de Rupe), a cui diede Rodolfo (domnum abbatem Radulfum [abbatem Clarevallensem]); il documento Extraicts des chartes de Brabant, datato 1224, delle Preuves del Trophées tant sacrées que profanes du Duché de Brabant, Volume 1, oltre citare Adelaide cita anche Guglielmo X, conte d'Alvernia (Willelmus Dei gratia comes Arverniæ), che, in quell'anno era succeduto al padre e Adelaide e Guglielmo, promessi sposi, rinunciano ad un'eventuale successione nel Ducato della Bassa Lorena (Lotaringia); anche la Histoire généalogique de la maison d'Auvergne conferma che Alice o Adelaide, sposando Guglielmo X rinunciò ad ogni pretesa sul ducato di Bassa Lorena.
Adelaide rimase vedova per la seconda volta, nel 1247; la Histoire généalogique de la maison d'Auvergne conferma la morte di Guglielmo X prima del 1247.
Dopo essere rimasta vedova per la seconda volta, Adelaide, nel 1251 circa, si sposò in terze nozze con Arnoldo di Wesemael, figlio di Arnoldo I, signore di Wesemael e di sua moglie, Clemenza di Montferrand, come  conferma la Histoire généalogique de la maison d'Auvergne; questo terzo matrimonio viene confermato anche dal documento Lettre tirée des chartes de Brabant, datato 1260, delle Preuves del Trophées tant sacrées que profanes du Duché de Brabant, Volume 1, che li cita come marito e moglie (Ernoul chevalier Sire de Wesemale et Alys que fu contesse d´Auvergne sa femme).
Nel gennaio del 1259 era morta Matilde II, contessa di Boulogne; il Chronicon Savigniacense, Stephani Baluzii Miscellaneorum, Liber II, Collectio Veterum, cita la morte di Matilde (Matildis Comitissa Boloniæ), nel 1258.
I quattro figli, avuti dai due mariti, le erano premorti (secondo la storico, Patrick van Kerrebrouck, nel suo Les Capétiens, 987-1328, P. van Kerrebrouck, 2000, il figlio Alberico era ancora in vita e rinunciò a tutti i feudi francesi, per poter continuare a vivere in Inghilterra).
Si fecero avanti quattro pretendenti:
- un ramo della famiglia Dammartin, che alla morte di Filippo Hurepel, nel 1234, aveva già ricevuto la contea di Aumale[17].
- Enrico III di Brabante, nipote della zia di Matilde, Matilde d'Alsazia o di Lorena (la nonna di Enrico III)
- Adelaide di Brabante, figlia della zia di Matilde, Matilde d'Alsazia o di Lorena
- il re di Francia, Luigi IX il Santo, in quanto nipote di Filippo Hurepel.

Finalmente il Parlamento di Parigi si pronunciò, nel 1262, a favore di Adelaide di Brabante, vedova di Guglielmo X di Clermont, conte d'Alvernia.
Nel frattempo Adelaide, nel 1260, era rimasta vedova per la terza volta.
Adelaide resse la contea di Boulogne per pochi anni, adiuvato dal figlio Roberto, che, dal 1246 era conte d'Alvernia, e, che alla sua morte, nel 1265 (secondo la Histoire généalogique de la maison d'Auvergne morì nel 1267) le succedette.

## Discendenza
Adelaide al primo marito, Arnolfo di Looz, non diede figli.
Adelaide al secondo marito, Guglielmo X di Clermont diede sette figli:
- Maria († 1280), che sposò Walter VI Berthout signore di Mechelen, figlio di Walter V Berthout signore di Mechelen[21] e della moglie Adeluye d’Enghie
- Roberto († 1277), che fu conte d'Alvernia e Conte di Boulogne[22]
- Guido († 1279), che abbracciò la vita ecclesiastica ottenendo numerosi benefici[23]
- Guglielmo († 1286), ecclesiastico che prevosto a Bruges[24]
- Goffredo († 1245 circa), menzionato nel testamento del padre[24]
- Enrico († 1258), menzionato nel testamento del padre[24]
- Matilde († 1280), che sposò Roberto III, conte di Clermont-en-Auvergne e Delfino d'Alvernia, figlio di Roberto II, conte di Clermont-en-Auvergne[25] e della moglie Alesia di Ventadour.

Adelaide al terzo marito, Arnoldo di Wesemael, non diede figli.

## Ascendenza
|                         |                      |                        | Genitori                          |  |  | Nonni |  |  | Bisnonni               |  |  | Trisnonni             |  |
|                         |                      |                        |                                   |  |  |       |  |  | Goffredo II di Lovanio |  |  | Goffredo I di Lovanio |  |
|                         |                      |                        |                                   |  |  |       |  |  | Goffredo II di Lovanio |  |  | Goffredo I di Lovanio |  |
|                         |                      | Ida di Chiny           |                                   |  |  |       |  |  | Goffredo II di Lovanio |  |  |                       |  |
| Goffredo III di Lovanio |                      |                        |                                   |  |  |       |  |  | Goffredo II di Lovanio |  |  |                       |  |
|                         |                      | Luitgarda di Sulzbach  | Berengario II di Sulzbach         |  |  |       |  |  |                        |  |  |                       |  |
|                         |                      | Luitgarda di Sulzbach  | Berengario II di Sulzbach         |  |  |       |  |  |                        |  |  |                       |  |
|                         |                      | Luitgarda di Sulzbach  | Adelaide di Dießen-Wolfratshausen |  |  |       |  |  |                        |  |  |                       |  |
| Enrico I di Brabante    |                      | Luitgarda di Sulzbach  |                                   |  |  |       |  |  |                        |  |  |                       |  |
|                         |                      | Enrico II di Limburgo  | Valerano II di Limburgo           |  |  |       |  |  |                        |  |  |                       |  |
|                         |                      | Enrico II di Limburgo  | Valerano II di Limburgo           |  |  |       |  |  |                        |  |  |                       |  |
|                         |                      | Enrico II di Limburgo  | Giuditta von Wassenberg           |  |  |       |  |  |                        |  |  |                       |  |
| Margherita di Limburgo  |                      | Enrico II di Limburgo  |                                   |  |  |       |  |  |                        |  |  |                       |  |
|                         |                      | Matilde di Saffenberg  | Adolfo di Saffenberg              |  |  |       |  |  |                        |  |  |                       |  |
|                         |                      | Matilde di Saffenberg  | Adolfo di Saffenberg              |  |  |       |  |  |                        |  |  |                       |  |
|                         |                      | Matilde di Saffenberg  | …                                 |  |  |       |  |  |                        |  |  |                       |  |
| Adelaide di Brabante    |                      | Matilde di Saffenberg  |                                   |  |  |       |  |  |                        |  |  |                       |  |
|                         | Teodorico di Alsazia | Teodorico II di Lorena |                                   |  |  |       |  |  |                        |  |  |                       |  |
|                         | Teodorico di Alsazia | Teodorico II di Lorena |                                   |  |  |       |  |  |                        |  |  |                       |  |
|                         | Teodorico di Alsazia | Gertrude di Fiandra    |                                   |  |  |       |  |  |                        |  |  |                       |  |
| Matteo di Lorena        | Teodorico di Alsazia |                        |                                   |  |  |       |  |  |                        |  |  |                       |  |
|                         |                      | Sibilla d'Angiò        | Folco V d'Angiò                   |  |  |       |  |  |                        |  |  |                       |  |
|                         |                      | Sibilla d'Angiò        | Folco V d'Angiò                   |  |  |       |  |  |                        |  |  |                       |  |
|                         |                      | Sibilla d'Angiò        | Eremburga del Maine               |  |  |       |  |  |                        |  |  |                       |  |
| Matilde di Lorena       |                      | Sibilla d'Angiò        |                                   |  |  |       |  |  |                        |  |  |                       |  |
|                         |                      | Stefano d'Inghilterra  | Stefano II di Blois               |  |  |       |  |  |                        |  |  |                       |  |
|                         |                      | Stefano d'Inghilterra  | Stefano II di Blois               |  |  |       |  |  |                        |  |  |                       |  |
|                         |                      | Stefano d'Inghilterra  | Adele d'Inghilterra               |  |  |       |  |  |                        |  |  |                       |  |
| Maria di Boulogne       |                      | Stefano d'Inghilterra  |                                   |  |  |       |  |  |                        |  |  |                       |  |
|                         |                      | Matilde di Boulogne    | Eustachio III di Boulogne         |  |  |       |  |  |                        |  |  |                       |  |
|                         |                      | Matilde di Boulogne    | Eustachio III di Boulogne         |  |  |       |  |  |                        |  |  |                       |  |
|                         |                      | Matilde di Boulogne    | Maria di Scozia                   |  |  |       |  |  |                        |  |  |                       |  |
|                         |                      | Matilde di Boulogne    |                                   |  |  |       |  |  |                        |  |  |                       |  |

### Letteratura storiografica
- (FR) Trophées tant sacrés que profanes du duché de Brabant..
- (FR) Histoire généalogique de la maison d'Auvergne..
- (FR) Justel, Histoire généalogique de la maison d'Auvergne..
- (FR) Baluze, Histoire généalogique de la maison d'Auvergne, tome 1..